# 向阳街道 (钦州市)
向阳街道，是中华人民共和国广西壮族自治区钦州市钦南区下辖的一个乡镇级行政单位。

## 行政区划
向阳街道下辖以下地区：
沙坡社区、永福社区、新兴社区和城中南社区。